# Bunkonde
Bunkonde, già nota come Hemptinne Saint-Benoît, è una località della Repubblica Democratica del Congo, nel territorio di Dibaya, nella provincia del Kasai Centrale.
Si trova a sud di Kananga, sulla strada che collega Dibaya al fiume Lulua.
I sacerdoti belgi della Congregazione del Cuore Immacolato di Maria vi fondarono una delle più antiche stazioni missionarie della regione.
In epoca coloniale prese il nome di Hemptinne Saint-Benoît in onore dal vescovo missionario Jean-Félix de Hemptinne, dell'Ordine di San Benedetto (Ordre de Saint-Benoît), vicario apostolico del Katanga.